# Hohentwiel/Hohenkrähen
Hohentwiel/Hohenkrähen este o arie protejată (sit de importanță comunitară — SCI, arie de protecție specială avifaunistică — SPA) din Germania întinsă pe o suprafață de 150,41 ha, integral pe uscat.

## Localizare
Centrul sitului Hohentwiel/Hohenkrähen este situat la coordonatele 47°46′02″N 8°49′05″E / 47.7672°N 8.8181°E.

## Înființare
Situl Hohentwiel/Hohenkrähen a fost declarat arie de protecție specială avifaunistică în martie 2001 pentru a proteja 4 specii de animale. Situl a fost protejat și ca sit de importanță comunitară în martie 2001.

## Biodiversitate
Situată în ecoregiunea continentală, aria protejată nu include niciun habitat protejat.
La baza desemnării sitului se află mai multe specii protejate de  păsări (4): presură de munte (Emberiza cia), presură bărboasă (Emberiza cirlus), Falco peregrinus peregrinus, pitulice de munte (Phylloscopus bonelli)